# Iglesia de Santa Cecilia (Aguilar de Campoo)

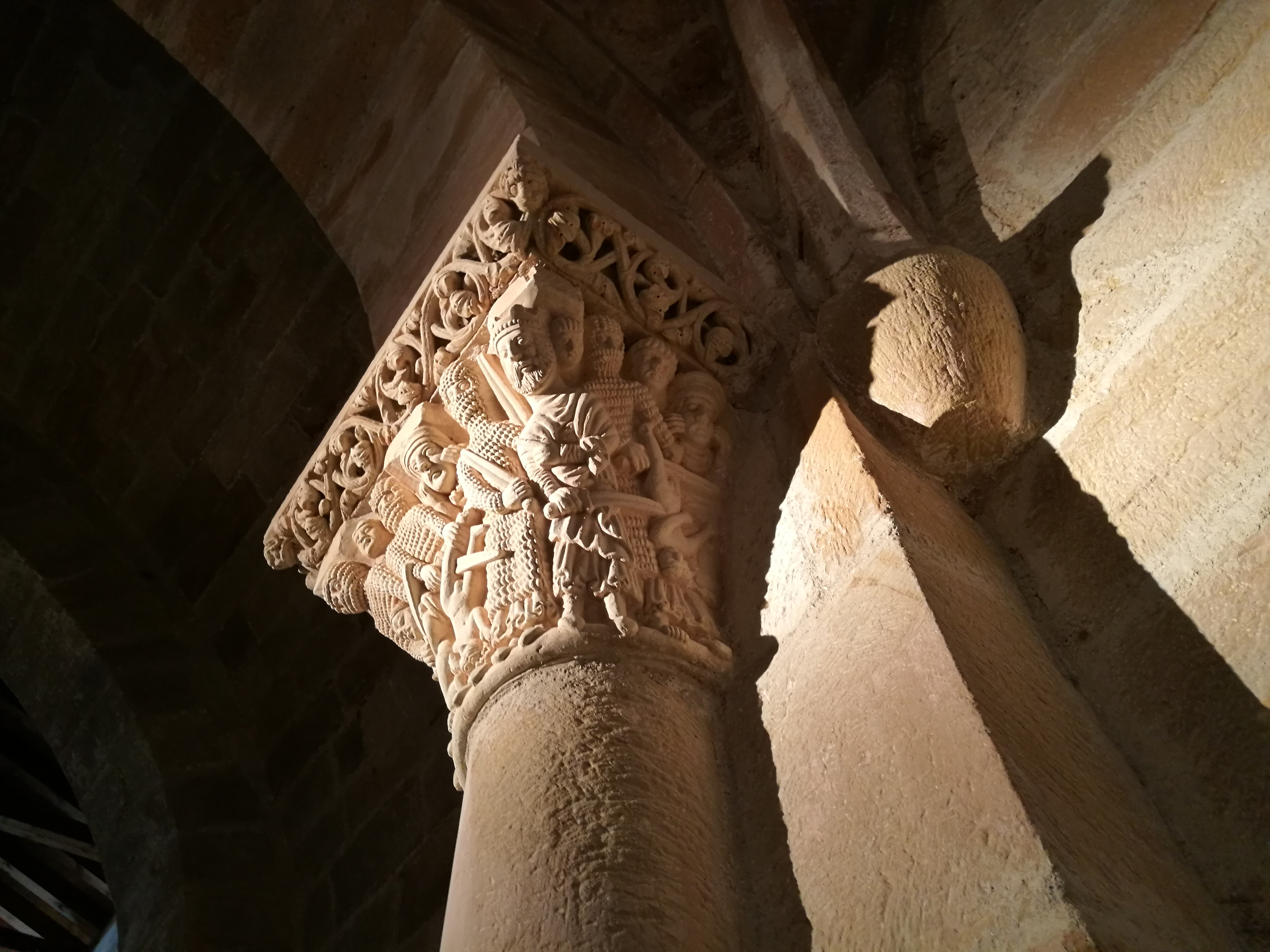
Capitel del interior de la iglesia con escena de la Matanza de los Inocentes

La iglesia o ermita de Santa Cecilia es un templo católico situado en la localidad española de Aguilar de Campoo, perteneciente a la provincia de Palencia, en la comunidad autónoma de Castilla y León. El templo no tiene uso litúrgico regular.

## Ubicación

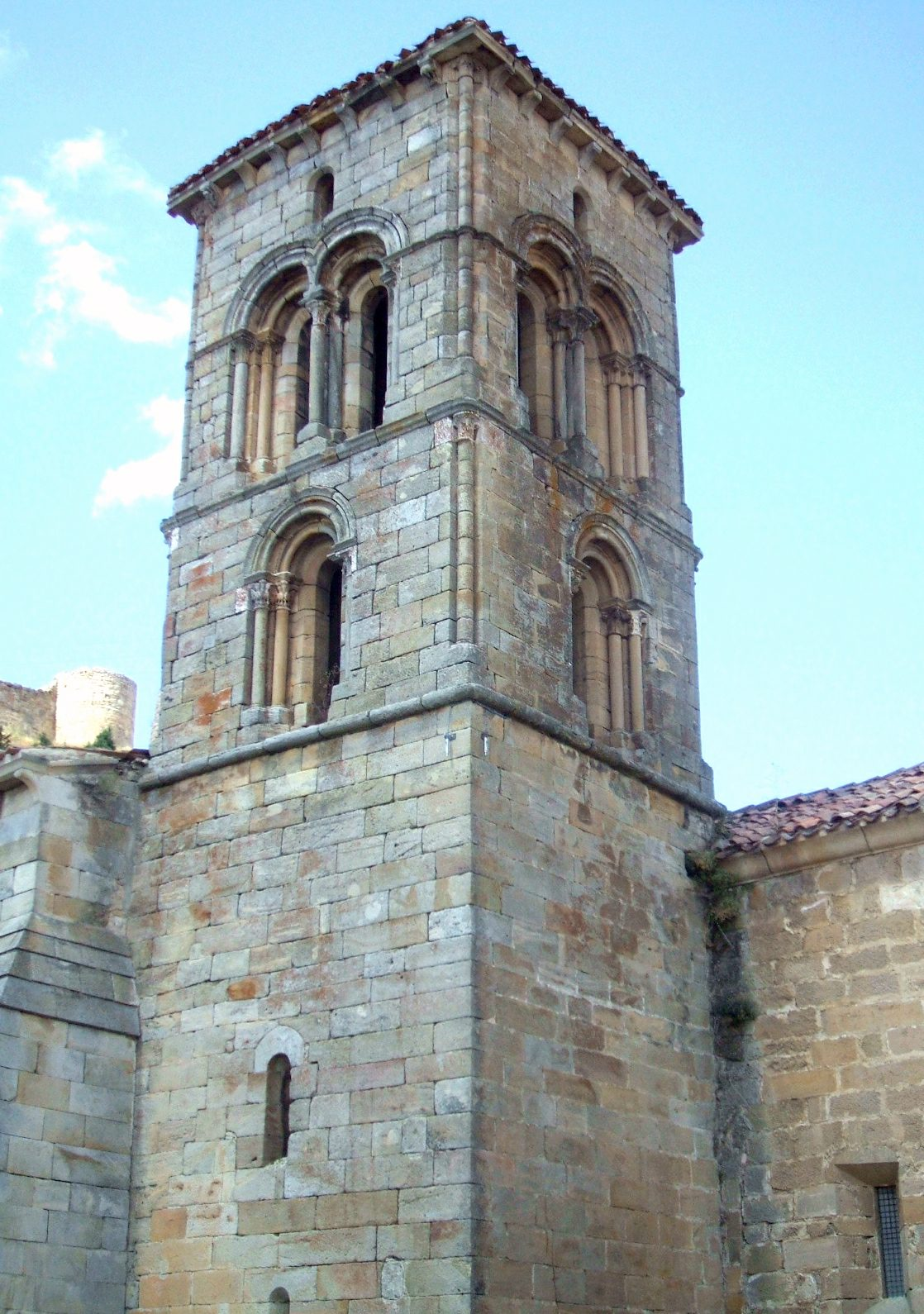
Vista de la torre de la iglesia del siglo XII, con tres pisos y de planta cuadrada.

El templo está situado en las laderas del cerro sobre el que se yergue el castillo de Aguilar de Campoo a una altitud de 920 m s. n. m.

## Historia
No hay más indicios de una supuesta fábrica original del siglo XI que una inscripción en una lápida mencionada en un catálogo monumental. El aspecto de la iglesia responde a la reconstrucción integral que se llevó a cabo durante los siglos XII y XIII. Entre los siglos XVI y XVIII se acometieron reformas que sustituyeron el ábside original. El edificio, que se encontraba en estado de ruina, fue restaurado en la década de 1960.
El templo fue declarado monumento histórico-artístico —antecedente de la figura de bien de interés cultural— el 9 de octubre de 1963.

## Características

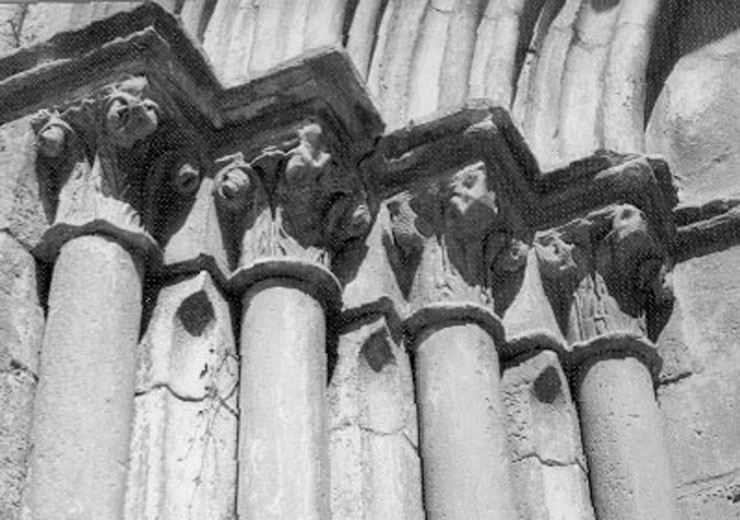
Capiteles de la iglesia con motivos vegetales.

Tiene una planta rectangular que cuenta con tres naves de tres tramos con techumbre de madera y un ábside moderno con forma de trapecio o de rectángulo, techado con bóveda de crucería. La portada de la iglesia ha sido fechada tentativamente hacia el siglo XIII. La bóveda que techa al presbiterio tiene forma de arco apuntado.